# The Professor (film)
Pour les articles homonymes, voir The Professor.
Pour plus de détails, voir Fiche technique et Distribution.
The Professor est une comédie muette américaine réalisée en 1919 par Charlie Chaplin. Le film n'a jamais été projeté au cinéma, puisque la production a été arrêtée après seulement une bobine.
La seule séquence de 7 minutes a finalement été incluse dans le documentaire de 1983 Unknown Chaplin (en), puis dans le coffret Blu-Ray des Feux de la rampe sorti par The Criterion Collection.

## Synopsis
Le film met en scène Charlie Chaplin non sous son rôle habituel de Charlot, mais sous celui de Professor Bosco, un forain propriétaire de puces savantes qui s'installe dans un flophouse (en), une sorte d'hébergement à bas prix. La nuit, les puces s'enfuient et le professeur perd le contrôle de la situation.

## Fiche technique
Sauf indication contraire, les informations mentionnées dans cette section peuvent être confirmées par la base de données cinématographiques IMDb,  présente dans la section « Liens externes ».
- Titre original : The Professor
- Réalisation : Charlie Chaplin et Charles Reisner (assistant réalisateur)
- Scénario : Charlie Chaplin
- Production : Charlie Chaplin et Charles D. Hall
- Photographie : Roland Totheroh
- Montage : Charlie Chaplin
- Sociétés de production : Charlie Chaplin Productions
- Distribution : First National Pictures
- Budget : 1 000 $ (USD)
- Pays de production :  États-Unis
- Langue originale : aucune (de jure : anglais)
- Genre : Comédie, film muet
- Durée : 7 minutes
- Date de sortie : 1919

## Distribution
- Charlie Chaplin : Le professeur Bosco
- Albert Austin : Un homme dans le flophouse
- Henry Bergman : L'homme barbu du flophouse
- Loyal Underwood (en) : Le propriétaire du flophouse
- Tom Wilson : Un homme dans le flophouse
- Tom Wood : L'homme gros du flophouse